# Ducado de Beaumont

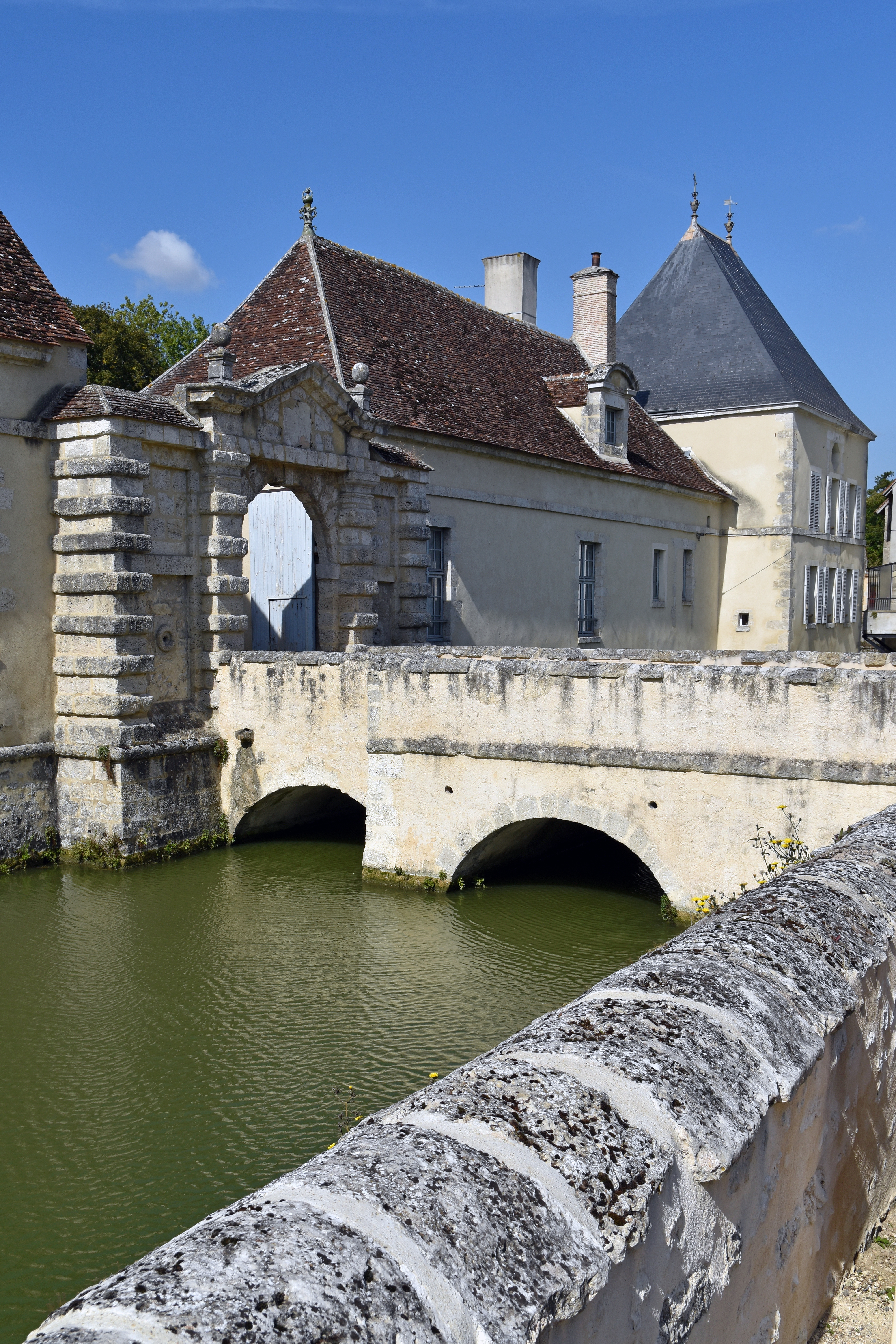
Foso y portal de acceso al Castillo de Beaumont, sede del Ducado de Beaumont.

Escudo de Armas de la Casa de Montmorency-Beaumont-Luxembourg.

El ducado de Beaumont (en francés duché de Beaumont) es un título de la nobleza francesa, de carácter hereditario, creado por carta patente del rey Luis XV de Francia y de Navarra, el 7 de febrero de 1765, a favor del príncipe Charles-François-Christian de Montmorency-Beaumont-Luxembourg, VI conde de Beaumont, príncipe de Tingry, conde soberano de Luxé, marqués de Bréval, caballero de la Orden del Espíritu Santo, lugarteniente general de los Ejércitos del Rey de Francia, gobernador de Flandes, de Hainaut y de Valenciennes, y capitán de la guardia de corps del rey de Francia.	
El feudo de Beaumont tuvo su sede en el antiguo territorio del condado de Beaumont, y comprendía las villas de Boësses, Auxy, Bromeilles, Desmonts, Egry, Échilleuses y Gaubertin, con Beaumont como capital.

## Titulares
|                                                         | Titular                                                                    | Período                                                 |
| Creación por S. M. Luis XV, rey de Francia y de Navarra | Creación por S. M. Luis XV, rey de Francia y de Navarra                    | Creación por S. M. Luis XV, rey de Francia y de Navarra |
| ------------------------------------------------------- | -------------------------------------------------------------------------- | ------------------------------------------------------- |
| I Duque                                                 | Carlos Francisco Cristián de Montmorency-Beaumont-Luxembourg (1713-1787)   | 1765-1787                                               |
| II Duque                                                | Ana Cristián José Francisco de Montmorency-Beaumont-Luxembourg (1767-1821) | 1787-1821                                               |
| III Duque                                               | Ana Eduardo Luis José de Montmorency-Beaumont-Luxembourg (1802-1878)       | 1821-1878                                               |